# Cell-ID
Eine Cell-ID (CID, Cell Identification, deutsch Mobilfunkzellenidentifikation) ist im GSM-Netz eine eindeutige Kennzahl, welche einer Base Transceiver Station (BTS) zugeordnet ist. In anderen Mobilfunknetzen wie UMTS identifiziert die CID gemeinsam mit dem Location Area Code (LAC) eindeutig einen räumlichen Sektor innerhalb einer Location Area. Die zwei Byte lange Kennung der CID dient in GSM-Netzen dazu, die Verbindungsübergabe zwischen Mobilfunkzellen technisch zu ermöglichen. Sie ist in den Spezifikationen des europäischen Instituts für Telekommunikationsnormen (ETSI) festgelegt. Gemeinsam mit dem Mobile Network Code (MCC, MNC) und dem Location Area Code (LAC) wird die CID zur weltweit eindeutigen Global Cell ID (GCID).
Einige Netzbetreiber nutzen in GSM-Netzen die CID, um neben der Kennung einer BTS auch deren Antennen eindeutig zuordnen zu können. Durch die Richtcharakteristik der auf Mobilfunkstationen üblicherweise eingesetzten Sektorantennen lassen sich damit auch mit der Information von nur einer Mobilfunkzelle genauere Richtungsbestimmungen über den Standort erzielen, als das bei Rundstrahlantennen möglich wäre. Üblich ist dafür die Verwendung der letzten Dezimalstelle der CID, welche bei BTS mit Rundstrahlantenne (Omnidirektionale Antenne) den Wert '0' aufweist. In diesem Fall ist keine genauere Auflösung des Winkels möglich. Die Ziffern '1', '2' und '3' werden bei den üblicherweise 120° umfassenden BTS-Sektorantennen für die Kennung der jeweiligen Sektorantenne verwendet.

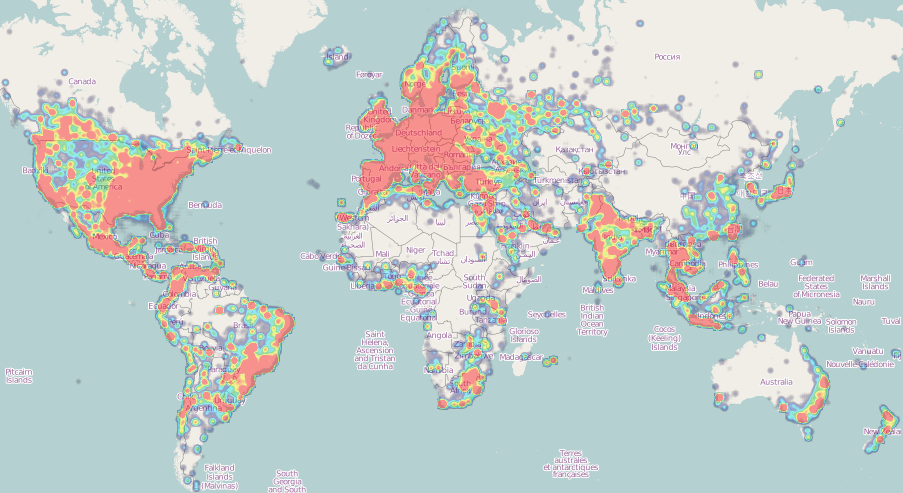
Abdeckung der Datenbank von OpenCellID, Stand Ende 2013

Die Global Cell ID kann bei Mobilfunkgeräten abseits anderer technischer Möglichkeiten wie GPS zur genauen Standortbestimmung verwendet werden. In Kombination mit Datenbanken, welche neben der GCID die räumliche Zuordnung umfassen und in Verbindung setzen, kann der Standort eines Mobilfunkgeräts bestimmt werden. Öffentlich zugängliche Datenbanken sind unter anderem Mozilla Location Service (eingestellt), sowie OpenCellID, welche unter freien Lizenz steht, und mit Stand Ende 2013 weltweit über 4 Millionen GCIDs, vor allem aus Europa und Nordamerika, umfasst.